# Paul Thomson
Paul Thomson (Glasgow, 15 september 1976) is de voormalig drummer van de Schotse rockband Franz Ferdinand. Hij maakte van 1997 tot 1999 deel uit van de Schotse band The Yummy Fur, waar hij Alexander Kapranos leerde kennen. Met hem vormde hij in 2001 Franz Ferdinand. Zij brachten drie albums uit, waarvan het debuutalbum de Mercury Prize won en hits als "Take Me Out" en "Do You Want To" voortbracht.

## Biografie
Thomson is geboren en getogen in Glasgow, waarmee hij het enige Franz Ferdinand-lid was dat daadwerkelijk uit Schotland komt. In 1997 voegde Thomson zich bij The Yummy Fur, een band uit Glasgow. Een jaar later kwam ook Alexander Kapranos bij de band. De twee begonnen naast The Yummy Fur samen muziek te maken: een soort uptempo elektronische popmuziek. Nadat The Yummy Fur in 1999 opsplitste gingen Thomson en Kapranos samen verder. In 2001 werd samen met bassist Robert Hardy en gitarist Nicholas McCarthy de band Franz Ferdinand opgericht. De band begon aanvankelijk als trio: Thomson was er nog niet bij en McCarthy fungeerde toentertijd als drummer Toen Thomson bij de band werd gevraagd, wilde hij alleen als gitarist fungeren. Later wisselden McCarthy en Thomson alsnog van instrument.
Met Franz Ferdinand bracht Thomson drie albums uit. De band brak door met het debuutalbum Franz Ferdinand, dat de Mercury Music Prize won. Een jaar later verscheen het vervolgalbum You Could Have It So Much Better, gevolgd door Tonight: Franz Ferdinand in 2009.
Thomson is getrouwd met Esther Cosgrave. Door de bevalling van hun zoon in 2008 moest Thomson het Franz Ferdinand-optreden op het Glastonbury Festival missen. De rest van de band werd daardoor gedwongen om een semi-akoestische set te spelen.
Incidenteel is Thomson actief als DJ; samen met zijn vrouw vormt hij het duo Polyester.

## Discografie

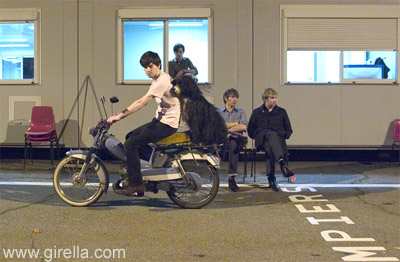
Thomson op een motorfiets met Girella, een hond die met meer dan 80 bands op de foto staat. De overige Franz Ferdinand-leden zijn te zien op de achtergrond.

### MetThe Yummy Fur[5]
- 1997 • Kinky Cinema
- 1998 • Male Shadow At 3 O'Clock
- 1999 • Sexy World

### MetFranz Ferdinand
- 2004 • Franz Ferdinand
- 2005 • You Could Have It So Much Better
- 2009 • Tonight: Franz Ferdinand